# Eupromerella nigroapicalis
Eupromerella nigroapicalis är en skalbaggsart som först beskrevs av Aurivillius 1916.  Eupromerella nigroapicalis ingår i släktet Eupromerella och familjen långhorningar. Inga underarter finns listade i Catalogue of Life.